# Heterixalus variabilis
Heterixalus variabilis es una especie de anfibios de la familia Hyperoliidae.
Es endémica de Madagascar.
Su hábitat natural incluye sabanas secas, praderas húmedas o inundadas en algunas estaciones, pantanos, marismas de agua dulce, corrientes intermitentes de agua dulce, tierra arable, áreas urbanas, zonas previamente boscosas ahora degradadas, estanques, zonas de regadío, tierras de agricultura parcial o temporalmente inundadas y canales y diques.